# Oceani in fiamme
Oceani in fiamme (The Silent Sea) è un romanzo scritto da Clive Cussler e Jack du Brul, appartenente alla serie degli Oregon Files.

## Trama
Il romanzo inizia nel 1941, con alcuni ragazzini che si calano nella fossa del tesoro di Pine Island, un'isola situata lungo le coste dello stato di Washington. Molti anni dopo un colpo di Stato ha portato al potere in Argentina una nuova giunta militare, che chiude i propri confini e si allea con le autorità cinesi. Gli uomini della Oregon, uno scassato cargo che in realtà cela la base operativa di un team privato di agenti indipendenti, vengono incaricati di recuperare la capsula appartenente ad un satellite da ricognizione, che trasportava al suo interno del plutonio, caduta entro i confini argentini. Questa missione porterà Cabrillo a ritrovare un vecchio dirigibile floscio appartenente all'US Navy, misteriosamente scomparso negli anni Quaranta, e scontrarsi con degli uomini appartenenti ad una unità militare di élite argentina. Lo scontro darà il via ad una serie di avventure che porteranno gli uomini dell'Oregon fino alle pericolose acque antartiche, per scoprire un pericoloso segreto, risalente a molti secoli prima.

## Edizioni
- Wilbur Smith, Jack Du Brul, Oceani in fiamme, traduzione di Seba Pezzani, vol. 1076, La Gaja Scienza, Longanesi, 8 novembre 2012,  p. 364, ISBN 978-88-304-3364-9.

- Wilbur Smith, Jack Du Brul, Oceani in fiamme, traduzione di Seba Pezzani, Tea più, TEA, 3 maggio 2018,  p. 362, ISBN 9788850247080.